# 羟醛-季先科反应
羟醛-季先科反应是由羟醛反应和季先科反应组成的串联反应。此反应是将醛酮转变为1,3-二醇（或其单酯）的方法。
一般先用二异丙基氨基锂将酮去质子化生成烯醇负离子。然后发生羟醛加成反应，得到的羟醛再与一分子醛发生歧化，被还原为醇，并生成1,3-二醇单酯。二醇单酯水解后得到二醇。
以乙酰基三甲基硅烷 或苯丙酮为原料时，反应后可得纯的非对映体产物。